# J300 Bamberg
Das J1 Berlin (offiziell Allianz Kundler German Juniors Supported by Optimal Systems) war ein World-Junior-Tennisturnier, das bis 2019 jährlich, zuletzt im Juni, in Berlin auf Sandplatz von der International Tennis Federation ausgetragen wurde. Es gehörte der zweithöchsten Turnierkategorie G1 an zählte damit zu den größten Nachwuchstennisturnieren Deutschlands.

## Geschichte
2001 wurde der Wettbewerb als Dorint Berlin Junior Open zum ersten Mal auf der Anlage des LTTC Rot-Weiß Berlin abgehalten. Nach Jahren, in denen das Turnier in eine untere Spielklasse eingestuft war, erfolgte 2009 die Aufwertung in die Kategorie G1. Im Juni 2019 fand die letzte Edition des Wettkampfs statt, der auf derselben Anlage und in der gleichen Kalenderwoche wie das 2020 ursprünglich wieder auf die WTA Tour zurückkehrende WTA-Turnier ausgespielt wurde. Aus finanziellen wie organisatorischen Beweggründen entschied man sich gegen eine Austragung des Turniers zu einem anderen Zeitpunkt.

## Siegerliste
Erfolgreiche ehemalige Sieger sind unter anderem die French-Open-Damenfinalistin von 2012 Sara Errani sowie Daniil Medwedew der 2019 das Endspiel des US-Open-Herreneinzels erreichte.

### Einzel
| Jahr                                                                            | Herren                  | Damen                 |
| ------------------------------------------------------------------------------- | ----------------------- | --------------------- |
| ↓ Dorint Berlin Junior Open – Kategorie: G3 ↓                                   |                         |                       |
| 2001                                                                            | Sebastian Schulz        | Anna-Lena Grönefeld   |
| ↓ Kategorie: G4 ↓                                                               |                         |                       |
| 2002                                                                            | Peter Steinberger       | Timea Bacsinszky      |
| 2003                                                                            | Igor Sijsling           | Katerina Polulina     |
| 2004                                                                            | Dmitry Nowikau          | Sara Errani           |
| ↓ Air Berlin Junior Open ↓                                                      |                         |                       |
| 2005                                                                            | Nico Hegge              | Xenija Perwak         |
| 2006                                                                            | Dennis Bloemke          | Megan Price           |
| 2007                                                                            | Artjom Agamov           | Valentina Stephan     |
| 2008                                                                            | Marko Lenz              | Katarzyna Kawa        |
| ↓ Air Berlin German Juniors – Kategorie: G1 ↓                                   |                         |                       |
| 2009                                                                            | Kevin Krawietz          | Anna-Lena Friedsam    |
| 2010                                                                            | Roberto Carballés Baena | Wiktorija Kan         |
| 2011                                                                            | Robin Kern              | Wiktorija Kan         |
| ↓ Allianz Kundler German Juniors Supported by Optimal Systems – Kategorie: G1 ↓ |                         |                       |
| 2012                                                                            | Maximilian Marterer     | Antonia Lottner       |
| 2013                                                                            | Daniil Medwedew         | Ivana Jorović         |
| 2014                                                                            | Mikael Ymer             | Anastassija Komardina |
| 2015                                                                            | Tomás Barrios Vera      | Katharina Hobgarski   |
| 2016                                                                            | Daniel Altmaier         | Amina Anschba         |
| 2017                                                                            | Rudi Molleker           | Jule Niemeier         |
| 2018                                                                            | Lorenzo Musetti         | Selma Ștefania Cadar  |
| 2019                                                                            | Hamad Međedović         | Polina Kudermetowa    |

### Doppel
| Jahr                                                                            | Herren                                   | Damen                                      |
| ------------------------------------------------------------------------------- | ---------------------------------------- | ------------------------------------------ |
| ↓ Dorint Berlin Junior Open – Kategorie: G3 ↓                                   |                                          |                                            |
| 2001                                                                            | Michel Koning Bas van der Valk           | Margarita Karnauchowa Aurelija Misevičiūtė |
| ↓ Kategorie: G4 ↓                                                               |                                          |                                            |
| 2002                                                                            | Marco Hosang Petr-Hendrik Wilk           | Ann-Kathrin Gerk Daniela Krejsová          |
| 2003                                                                            | Roman Herold Tim Taplick                 | Jessica Homberg Maren Kassens              |
| 2004                                                                            | Frédéric De Fays Cesare Gallo            | Sabine Lisicki Dominice Ripoll             |
| ↓ Air Berlin Junior Open – Kategorie: G4 ↓                                      |                                          |                                            |
| 2005                                                                            | Julien Dubail Michail Fufygin            | Karolyn Grymel Kristina Pejkovic           |
| 2006                                                                            | Tim Schulz van Endert Stephan Schwarz    | Franziska Göttsching Lucia Kovarčíková     |
| 2007                                                                            | Peter Heller Marko Krickovic             | Anna Jęczmionka Mikaela Kristoffersson     |
| 2008                                                                            | Jonas Luetjen Jakob Sude                 | Katarzyna Kawa Anna Rapoport               |
| ↓ Air Berlin German Juniors – Kategorie: G1 ↓                                   |                                          |                                            |
| 2009                                                                            | Toni Androić Dominik Wirlend             | Sofija Kowalez Demi Schuurs                |
| 2010                                                                            | Ralf Steinbach Matthias Wunner           | Natalie Beazant Francesca Stephenson       |
| 2011                                                                            | Dennis Novak Jaraslau Schyla             | Klára Fabíková Jessica Ren                 |
| ↓ Allianz Kundler German Juniors Supported by Optimal Systems – Kategorie: G1 ↓ |                                          |                                            |
| 2012                                                                            | Gustav Hansson Daniel Windahl            | Dominika Paterová Natália Vajdová          |
| 2013                                                                            | Alberto Barroso Campos Ferran Calvo Eman | Jana Fett Wiktorija Luschkowa              |
| 2014                                                                            | Corentin Denolly Viktor Kostin           | Anna Blinkowa Anastassija Komardina        |
| 2015                                                                            | Fabian Fallert Tim Sandkaulen            | Mayuka Aikawa Jessica Hinojosa Gómez       |
| 2016                                                                            | Ryan Nijboer Ajeet Rai                   | Liang En-shuo Anri Nagata                  |
| 2017                                                                            | Ryan Goetz Axel Nefve                    | Anastasia Kulikova Wang Xiyu               |
| 2018                                                                            | Facundo Díaz Acosta Igor Gimenez         | Margaryta Bilokin Taissija Patschkalewa    |
| 2019                                                                            | Dali Banch Admir Kalender                | Santa Strombach Angelina Wirges            |